# Jugoszlávia az 1956. évi nyári olimpiai játékokon
Jugoszlávia az ausztráliai Melbourne-ben és a svédországi Stockholmban megrendezett 1956. évi nyári olimpiai játékok egyik részt vevő nemzete volt. Az országot az olimpián 8 sportágban 35 sportoló képviselte, akik összesen 3 érmet szereztek.

## Érmesek
| Érem  | Versenyző | Sportág    | Versenyszám   |
| ----- | --- | ---------- | ------------- |
| Ezüst | Franjo Mihalić | Atlétika   | Férfi maraton |
| Ezüst | Nemzeti válogatott Sava Antić Ibrahim Biogradlić Mladen Koščak Dobrosav Krstić Luka Lipošinović Muhamed Mujić Zlatko Papec Petar Radenković Nikola Radović Ivan Šantek Dragoslav Šekularac Ljubiša Spajić Todor Veselinović Blagoja Vidinić | Labdarúgás | Férfi         |
| Ezüst | Nemzeti válogatott Ivo Cipci Tomislav Franjković Vladimir Ivković Zdravko Ježić Hrvoje Kačić Zdravko Kovačić Lovro Radonić Marijan Žužej | Vízilabda  | Férfi         |

## Atlétika
Férfi
| Versenyző      | Versenyszám | Előfutam | Előfutam | Elődöntő | Elődöntő | Döntő         | Döntő         |
| Versenyző      | Versenyszám | Idő      | Hely.    | Idő      | Hely.    | Idő           | Helyezés      |
| -------------- | ----------- | -------- | -------- | -------- | -------- | ------------- | ------------- |
| Veliša Mugoša  | 5000 m      | 14:25,6  | 2.       |          |          | nem ért célba | nem ért célba |
| Stanko Lorger  | 110 m gát   | 14,6     | 2.       | 14,6     | 3.       | 14,5          | 5.            |
| Franjo Mihalić | Maraton     |          |          |          |          | 2:26:32       |               |

| Versenyző      | Versenyszám   | Selejtező | Selejtező | Döntő    | Döntő    |
| Versenyző      | Versenyszám   | Eredmény  | Helyezés  | Eredmény | Helyezés |
| -------------- | ------------- | --------- | --------- | -------- | -------- |
| Dako Radošević | Diszkoszvetés | 47,93 m   | 10.       | 51,69 m  | 8.       |
| Krešimir Račić | Kalapácsvetés | 59,06 m   | 2.        | 60,36 m  | 6.       |

Női
| Versenyző     | Versenyszám   | Selejtező | Selejtező | Döntő    | Döntő    |
| Versenyző     | Versenyszám   | Eredmény  | Helyezés  | Eredmény | Helyezés |
| ------------- | ------------- | --------- | --------- | -------- | -------- |
| Milena Usenik | Súlylökés     | 13,96 m   | 5.        | 14,49 m  | 9.       |
| Nada Kotlušek | Súlylökés     | 13,92 m   | 6.        | 14,56 m  | 8.       |
| Nada Kotlušek | Diszkoszvetés | 42,45 m   | 12.       | 42,16 m  | 12.      |

## Birkózás
Kötöttfogású
| Versenyző       | Versenyszám | 1. forduló                       | 1. forduló | 1. forduló | 2. forduló                  | 2. forduló | 2. forduló | 3. forduló                | 3. forduló | 3. forduló | 4. forduló        | 4. forduló | 4. forduló | Döntő             | Döntő   | Döntő   | Helyezés    |
| Versenyző       | Versenyszám | Ellenfél Eredmény                | Pont       | Hely.      | Ellenfél Eredmény           | Pont       | Hely.      | Ellenfél Eredmény         | Pont       | Hely.      | Ellenfél Eredmény | Pont       | Hely.      | Ellenfél Eredmény | Pont    | Hely.   | Helyezés    |
| --------------- | ----------- | -------------------------------- | ---------- | ---------- | --------------------------- | ---------- | ---------- | ------------------------- | ---------- | ---------- | ----------------- | ---------- | ---------- | ----------------- | ------- | ------- | ----------- |
| Borivoj Vukov   | 52 kg       | Baranya István (HUN) · 0-3       | 3          | =9.        | Bengt Johansson (SWE) · 3-0 | 4          | =8.        | Maurice Mewis (BEL) · 3-0 | 5          | =5.        | kiesett           | kiesett    | kiesett    | kiesett           | kiesett | kiesett | 6.          |
| Branislav Simić | 79 kg       | Dimitar Dobrev (BUL) · kétvállas | 3          | =7.        | visszalépett                | 3          | 10.        | kiesett                   | kiesett    | kiesett    | kiesett           | kiesett    | kiesett    | kiesett           | kiesett | kiesett | helyezetlen |

## Evezés
| Versenyző     | Versenyszám  | Előfutam | Előfutam | Vigaszág | Vigaszág | Elődöntő | Elődöntő | Döntő   | Döntő   | Helyezés    |
| Versenyző     | Versenyszám  | Idő      | Hely.    | Idő      | Hely.    | Idő      | Hely.    | Idő     | Hely.   | Helyezés    |
| ------------- | ------------ | -------- | -------- | -------- | -------- | -------- | -------- | ------- | ------- | ----------- |
| Perica Vlašić | Egypárevezős | 7:31,3   | 1.       | erőnyerő | erőnyerő | 9:32,2   | 3.       | kiesett | kiesett | helyezetlen |

## Kerékpározás

### Országúti kerékpározás
| Versenyző        | Versenyszám   | Idő             | Helyezés |
| ---------------- | ------------- | --------------- | -------- |
| Veselin Petrović | Mezőnyverseny | 5:26:58 (+5:41) | 26.      |

## Labdarúgás
| Jugoszláv labdarúgócsapat-játékoskeret                                                                                | Jugoszláv labdarúgócsapat-játékoskeret                                                                                         |
| --- | --- |
| - Sava Antić - Ibrahim Biogradlić - Mladen Koščak - Dobrosav Krstić - Luka Lipošinović - Muhamed Mujić - Zlatko Papec | - Petar Radenković - Nikola Radović - Ivan Šantek - Dragoslav Šekularac - Ljubiša Spajić - Todor Veselinović - Blagoja Vidinić |

### Eredmények
Negyeddöntő
| 1956. november 28. 16:30 |

| Jugoszlávia (YUG)                                                 | 9–1               | Egyesült Államok |
| ----------------------------------------------------------------- | ----------------- | ---------------- |
| Veselinović 10' 84' 90' Antić 12' 73' Mujić 16' 35' 56' Papec 20' | (5–1) Jegyzőkönyv | Zerhusen 42'     |

| Melbourne Nézőszám: 5292 Játékvezető: Maurice Swain (új-zélandi) |

Elődöntő
| 1956. december 4. 16:30 |

| Jugoszlávia (YUG)                               | 4–1               | India       |
| ----------------------------------------------- | ----------------- | ----------- |
| Papec 54' 65' Veselinović 57' Salam 78' (öngól) | (0–0) Jegyzőkönyv | D'Souza 52' |

| Melbourne Nézőszám: 16 626 Játékvezető: Nyikolaj Latisev (orosz) |

Döntő
| 1956. december 8. 14:15 |

| Szovjetunió (URS) | 1–0               | Jugoszlávia |
| ----------------- | ----------------- | ----------- |
| Iljin 48'         | (0–0) Jegyzőkönyv |             |

| Melbourne Nézőszám: 86 716 Játékvezető: Ron Wright (ausztrál) |

| Csapat            | Helyezés |
| ----------------- | -------- |
| Jugoszlávia (YUG) |          |

## Sportlövészet
Férfi
| Versenyző    | Versenyszám           | Döntő | Döntő    |
| Versenyző    | Versenyszám           | Pont  | Helyezés |
| ------------ | --------------------- | ----- | -------- |
| Zlatko Mašek | Sportpuska, fekvő     | 595   | 16.      |
| Zlatko Mašek | Sportpuska, összetett | 1144  | 20.      |

## Úszás
Női
| Versenyző       | Versenyszám | Előfutam | Előfutam | Előfutam | Döntő  | Döntő    |
| Versenyző       | Versenyszám | Idő      | Hely.    | Össz.    | Idő    | Helyezés |
| --------------- | ----------- | -------- | -------- | -------- | ------ | -------- |
| Vinka Jeričević | 200 m mell  | 2:56,0   | 2.       | 5.       | 2:55,8 | 4.       |

## Vízilabda
| Jugoszláv férfi vízilabdacsapat-játékoskeret                         | Jugoszláv férfi vízilabdacsapat-játékoskeret                     |
| -------------------------------------------------------------------- | ---------------------------------------------------------------- |
| - Ivo Cipci - Tomislav Franjković - Vladimir Ivković - Zdravko Ježić | - Hrvoje Kačić - Zdravko Kovačić - Lovro Radonić - Marijan Žužej |

### Eredmények
Csoportkör
A csoport
| Csapat            | M | Gy | D | V | G+ | G– | Gk  | P |
| ----------------- | - | -- | - | - | -- | -- | --- | - |
| Jugoszlávia (YUG) | 3 | 3  | 0 | 0 | 15 | 5  | +10 | 6 |
| Szovjetunió (URS) | 3 | 2  | 0 | 1 | 9  | 6  | +3  | 4 |
| Románia (ROU)     | 3 | 1  | 0 | 2 | 9  | 9  | 0   | 2 |
| Ausztrália (AUS)  | 3 | 0  | 0 | 3 | 3  | 16 | –13 | 0 |

| 1956. november 28. 19:30 | Jugoszlávia (YUG) | 3 – 2 | Szovjetunió (URS) |  |
| 1956. november 28. 19:30 | (2 – 1)           |       |                   |  |
| 1956. november 28. 19:30 |                   |       |                   |  |

| 1956. november 29. 22:15 | Jugoszlávia (YUG) | 9 – 1 | Ausztrália (AUS) |  |
| 1956. november 29. 22:15 |                   |       |                  |  |
| 1956. november 29. 22:15 |                   |       |                  |  |

| 1956. november 30. 10:30 | Jugoszlávia (YUG) | 3 – 2 | Románia (ROU) |  |
| 1956. november 30. 10:30 | (2 – 2)           |       |               |  |
| 1956. november 30. 10:30 |                   |       |               |  |

Döntő csoport
| 1956. december 1. 22:40 | Jugoszlávia (YUG) | 5 – 1 | Egyesült Államok (USA) |  |
| 1956. december 1. 22:40 | (3 – 0)           |       |                        |  |
| 1956. december 1. 22:40 |                   |       |                        |  |

| 1956. december 4. 15:40 | Jugoszlávia (YUG) | 2 – 2 | Egyesült Német Csapat (EUA) |  |
| 1956. december 4. 15:40 |                   |       |                             |  |
| 1956. december 4. 15:40 |                   |       |                             |  |

| 1956. december 6. 21:55 | Jugoszlávia (YUG) | 2 – 1 | Olaszország (ITA) |  |
| 1956. december 6. 21:55 |                   |       |                   |  |
| 1956. december 6. 21:55 |                   |       |                   |  |

| 1956. december 7. 21:20 | Magyarország (HUN) | 2 – 1 | Jugoszlávia (YUG) |  |
| 1956. december 7. 21:20 | (2 – 0)            |       |                   |  |
| 1956. december 7. 21:20 |                    |       |                   |  |

A táblázat tartalmazza az A csoportban lejátszott Jugoszlávia – Szovjetunió 3–2-es eredményt.
| Csapat                      | M | Gy | D | V | G+ | G– | Gk  | P  |
| --------------------------- | - | -- | - | - | -- | -- | --- | -- |
| Magyarország (HUN)          | 5 | 5  | 0 | 0 | 20 | 3  | +17 | 10 |
| Jugoszlávia (YUG)           | 5 | 3  | 1 | 1 | 13 | 8  | +5  | 7  |
| Szovjetunió (URS)           | 5 | 3  | 0 | 2 | 14 | 14 | 0   | 6  |
| Olaszország (ITA)           | 5 | 2  | 0 | 3 | 10 | 13 | –3  | 4  |
| Egyesült Államok (USA)      | 5 | 1  | 0 | 4 | 10 | 20 | –10 | 2  |
| Egyesült Német Csapat (EUA) | 5 | 0  | 1 | 4 | 11 | 20 | –9  | 1  |

| Csapat            | Helyezés |
| ----------------- | -------- |
| Jugoszlávia (YUG) |          |